# Саларська мова
Саларська мова — тюркська мова огузької групи, поширена в КНР переважно в провінціях Цінхай і Ґаньсу. Число носіїв — близько 60 000 осіб.
Носії мови відірвалися від сельджуків та мігрували на схід в XIV столітті (раніше, згідно з переказами, салари жили біля Самарканду). Останнім часом мова відчуває сильний вплив тибетської та китайської мов.
Саларська мова вперше згадана в XVIII ст. з віднесенням її до східнотюркської (зокрема, в роботі Г. Потаніна «Тангутсько-тибетська околиця Китаю, т. II»).
Належачи до огузької групи, саларська мова виявляє сліди кипчацького впливу, а також ізоглоси зі східнотюркської, зокрема, в деяких словах виявляється -d-замість-j-, як в саянських (adıg 'ведмідь' замість загальноогузького aju; jalaŋadax 'босоногий' нарівні з ajax), в системі приголосних протиставляються насамперед сильні та слабкі, як у саянських, сариг-югурській та фуюйсько-киргизькій, а не глухі та дзвінкі.

## Писемність
Саларська мова переважно використовує латиницю (проєкт розроблений у 2008, але до початку 2011 ще не затверджений). Також іноді використовується арабський алфавіт.
Е. Тенишев обґрунтував приналежність саларської до огузьких мов та склав опис фонетики, граматики та лексики мови з використанням латиниці.
Проєкт саларського алфавіту на основі латинського:A a, B b, Ç ç, D d, E e, F f, G g, Ĝ ĝ, Ğ ğ, Ģ ģ, H h, Ħ ħ, I ı, İ i, J j, K k, L l, M m, N n, Ñ ñ, O o, Ö ö, P p, Q q, R r, S s, Ş ş, T t, U u, Ü ü, V v, X x, Y y, Z z.